# Der neue Freund
Der neue Freund ist ein deutscher Fernsehfilm von Dustin Loose aus dem Jahr 2023.

## Handlung
Aufgrund einer Dienstreise macht Johanna einen Zwischenhalt bei ihrer Mutter Henriette in ihrem Elternhaus in Konstanz. Die seit zwei Jahren verwitwete Henriette stellt ihrer Tochter ihren neuen Freund vor. Johanna ist nicht gerade begeistert von dem deutlich jüngeren Philipp, der ungefähr in ihrem Alter ist. Da auch eine baldige Heirat im Gespräch ist, hat Johanna Sorge, dass ihre vermögende Mutter an einen Betrüger geraten ist. Sichtlich angefressen von der neuen Situation fährt Johanna unter dem Vorwand beruflicher Dringlichkeit früher als geplant wieder zurück nach München, wo sie als Oberärztin in der Kardiologie arbeitet.
Einige Wochen später kommt Johanna erneut vorbei, diesmal mit Informationen, die sie über Philipp hat recherchieren lassen. Dieser hat vor Henriette einiges verschwiegen, so war er verheiratet und hat ein Kind, das Studium abgebrochen und ist wegen Brandstiftung vorbestraft. Darauf angesprochen versucht Philipp seine Beweggründe plausibel zu erklären. Auch zwischen den Frauen wird es hitzig. Johanna wirft Henriette vor, am Tod des Vaters schuld zu sein, da sie ihm den Einbau eines Defibrillators ausgeredet habe. Henriette erwidert, dass Johanna mit ihrer Verdächtigung falsch liege. Schließlich geht Henriette ins Bett.
Johanna und Philipp kommen bei einem Whiskey ins Gespräch und berichten über die Probleme ihrer Biografien. Angetrunken macht Philipp den Vorschlag, Henriette umzubringen, wodurch Johanna allein erben würde und er einen Anteil abbekommen könnte. Johanna rennt zu ihrer Mutter und sagt ihr, dass Philipp sie umbringen möchte. Bei einem weiteren Drink kommen die Frauen ins Gespräch und Henriette sagt der Tochter, dass ihr Vater einen Teil des Vermögens verzockt habe und ihm die Spielsucht letztlich zum Verhängnis wurde. Als Henriette Philipp sagt, dass sie jetzt nicht mehr heiraten möchte, wird Philipp wütend, droht zu gehen und zündet schließlich das Sofa an. Die Frauen können dieses mit vereinten Kräften aus dem Haus ziehen.
Am nächsten Morgen stehen die Frauen vor dem Haus und Johanna sagt ihrer Mutter, dies sei das erste Mal, dass sie ihr nichts mehr zu sagen habe. Die Frauen umarmen sich.

## Produktionsnotizen
Der Film wurde vom 14. November bis zum 1. Dezember 2022 gedreht.

## Rezeption

### Kritik
Das Lexikon des internationalen Films vergibt 2 von 5 möglichen Sternen und schreibt: „Ein Drei-Personen-Drama mit wechselnden Fronten und Wendungen, die oft angestrengt und unglaubhaft wirken. Trotz einer ausgezeichneten Kameraarbeit und sich redlich mühenden Darstellern bremst sich der Film durch aufgesetzte Sprünge und Temposchwächen immer wieder aus.“
Das Team der TV Spielfilm gibt dem Film einen Daumen nach oben und zieht als Fazit: „Milde Satire, die ihre Sache richtig gut macht!“ Auch wenn der Film leicht wie eine Hostie sei, würde Der neue Freund wegen des tatsächlich existierenden Problems immer vom nötigen Ernst getragen: „Dabei spielen vor allem Corinna Harfouch und Karin Hanczewski groß auf.“
Rainer Tittelbach bewertet den Film bei tittelbach.tv mit insgesamt 5,5 von 6 möglichen Sternen.

### Einschaltquoten
Die Erstausstrahlung des Films erfolgte am 25. Oktober 2023 im Ersten. In Deutschland sahen 4,29 Millionen Zuschauer den Film, was einem Marktanteil von 16,7 % für den Sender entsprach.